# Сулин, Семён Илларионович
Семён Илларионович Сулин (1909—1944) — майор Рабоче-крестьянской Красной Армии, участник Великой Отечественной войны, Герой Советского Союза (1945).

## Биография
Семён Сулин родился 2 февраля 1909 года в станице Отрадная (ныне — Отрадненский район Краснодарского края) в семье потомственных казаков. Член ВКП(б)/КПСС с 1930 года.  Окончил Армавирскую совпартшколу и Ростовский институт марксизма-ленинизма, работал на партийных должностях. В 1937 году Сулин был призван на службу в Рабоче-крестьянскую Красную Армию. С июня 1942 года — на фронтах Великой Отечественной войны.
К октябрю 1944 года майор Семён Сулин был заместителем по политической части командира 1509-го самоходного артиллерийского полка (2-го гвардейского механизированного корпуса, 2-го Украинского фронта). Отличился во время освобождения Венгрии. В период с 29 октября по 3 ноября 1944 года в боях под городом Кечкемет Сулин принимал активное участие в отражении большого количество немецких контратак. Майор С.И. Сулин, находясь на командирской самоходной установке, воодушевляя личным примером своих подчиненных, сам вёл огонь по противнику, в результате чего уничтожил 2 немецких танка и до 50 солдат и офицеров противника.4 ноября 1944 года он погиб в бою. Похоронен в Кечкемете.

## Награды
Указом Президиума Верховного Совета СССР от 24 марта 1945 года майор Семён Сулин посмертно был удостоен высокого звания Героя Советского Союза. Также был награждён орденами Ленина и Красной Звезды, медалью.

## Память
ул. Сулина, с 1946 по 1960 годы, ныне - ул. Калинина, в г. Черняховск, Калининградской области, РФ.